# Apamea ochracea
Apamea ochracea är en fjärilsart som beskrevs av Tutt 1891. Apamea ochracea ingår i släktet Apamea och familjen nattflyn. Inga underarter finns listade i Catalogue of Life.